# Катастрофа Ту-134 під Києвом
Катастрофа Ту-134 під Києвом — авіаційна катастрофа, що сталася у четвер 16 вересня 1971 року поблизу Києва з Ту-134 угорської авіакомпанії «Malév», в результаті чого загинуло 49 осіб.

## Літак
Ту-134 з заводським номером 9350801 і серійним 08-01 був випущений Харківським авіаційним заводом у 1968 році. Літак продали угорській авіакомпанії «Malév», де він отримав реєстраційний номер HA-LBD. Для авіакомпанії це був другий літак даного типу. Пасажиромісткість салону становила 72 місця..

## Екіпаж
- Командир (КПС) — Шандор Месарош (угор. Mészáros Sándor)
- Другий пілот — Ласло Вереш (угор. Veres László)
- Штурман-контролер — Шандор Папп (угор. Papp Sándor)
- Штурман — Андор Деак (угор. Deák Andor)
- Бортрадист — Мартон Такаш (угор. Takács Márton)

Стюардеси:
- Валерія Соку (угор. Szőke Valéria)
- Каталін Секеліхіді (угор. Székelyhídi Katalin)
- Зузанна Такаш (угор. Takács Zsuzsanna).

## Катастрофа
Літак виконував пасажирський рейс 110 з Будапешта до Києва, при цьому пасажирами в основному була робоча делегація, яка прямувала спершу до Києва, щоб звідти вже направитися до Криму. Затримавшись на годину через несприятливі погодні умови, рейс 110 з 8 членами екіпажу і 41 пасажиром на борту вилетів із Будапешта і після набору висоти зайняв ешелон 9700 метрів. За даними прогнозу погоди, в київському аеропорту «Бориспіль» була похмура погода. Вертикальна видимість становила 80 метрів, а горизонтальна — 1700 метрів. У командира екіпажу метеорологічний мінімум становив 150 на 1800 метрів, тому в даній ситуації як запасний аеродром була обрана «Одеса», однак командир все одно попрямував до Києва, сподіваючись на деяке поліпшення погоди.
На 50-й хвилині польоту система перемкнула живлення електричних ланцюгів 28 вольтів на аварійну схему, оскільки відмовили всі 4 генератори потужністю 12 кВт. Як пізніше було встановлено, самі генератори були справні, причиною задіяння аварійної схеми став збій в роботі автоматики. Також збоєм виявився сигнал про спрацювання протипожежної системи. На висоті 3700 метрів екіпаж перейшов на зв'язок з диспетчером Бориспільського аеропорту. Бортові системи авіалайнера живилися від акумуляторних батарей, а тому екіпаж повинен був повідомити про надзвичайну ситуацію, в результаті чого диспетчери дозволили б позачергову посадку. Однак угорський екіпаж не доповів про це, а тому рейс 110 був відправлений за стандартною схемою заходу на посадку. Окрім того, екіпаж повинен був відключити зайві електричні прилади та обладнання, як, наприклад, холодильник і кухню. Однак це теж не було зроблено, що помітно скоротило час роботи від батарей.
Захід на посадку виконувався з південної сторони, а в цей час видимість в аеропорту впала до 700 метрів. Диспетчер запитав у командира, який у того метеорологічний мінімум, на що отримав оманливу відповідь, що 60 на 600 метрів. Оскільки рейс 110 вже значно відхилився від смуги, то він був відправлений на друге коло. При повторному заході екіпаж вже завершив четвертий розворот передчасно і виявився за 3 км правіше, тому знову був змушений переривати посадку. Однак на той час акумуляторні батареї вже розрядилися, через що навігаційні прилади стали відмовляти, а в умовах польоту за низької хмарності це призвело до того, що екіпаж був дезорієнтований і не помітив, як перейшов в круте зниження. Коли літак на висоті 50—70 метрів вийшов з хмар і пілоти побачили землю, то у них вже не вистачило часу на виправлення ситуації.

## Причини
У процесі розслідування комісія дійшла висновку, що до катастрофи призвів трагічний ланцюг різних факторів, в тому числі збій в роботі електроживлення, складні погодні умови в Києві і при цьому зайва самовпевненість командира, екіпаж забув відключити зайві прилади й не оголошував надзвичайну ситуацію. У результаті після 29 хвилин польоту на акумуляторних батареях авіалайнер виявився знеструмлений, а екіпаж втратив контроль над ситуацією.